# Jurhum
Les Jurhum, ou Banu Jurhum, sont une tribu arabe de la Péninsule arabique. 